# Бурлін Валентин Федорович
Валенти́н Фе́дорович Бурлі́н (11 (24) вересня 1909, Велика Лозовка — 1995, Київ) — російський радянський письменник, вчений-економіст і статистик, начальник Статистичного управління при Раді міністрів Української РСР. Кандидат економічних наук (1963). Заслужений економіст УРСР (1973).

## Біографічні відомості
Народився 24 вересня 1909 року в селі Велика Лозовка Тамбовської губернії (тепер Токаревського району Тамбовської області) в родині селянина-бідняка.
У 1935 році закінчив сільськогосподарський факультет Ленінградського планового інституту, за фахом — плановик-економіст. Член ВКП(б) з 1939 року.
Працював у Петрозаводську, Ярославлі (керував обласною плановою комісією). Потім працював у планових органах Полтавської області, де займався питаннями управління в галузях економіки, згодом був переведений до Києва.
З серпня 1948 по вересень 1950 року — начальник Статистичного управління Держплану УРСР; заступник Уповноваженого Держплану при Раді Міністрів СРСР по УРСР; начальник Статистичного управління при Раді міністрів Української РСР.
З 1950 року перебував на посаді заступника начальника статистичного управління Вінницької області, потім начальник статистичного управління Миколаївської області. З червня 1955 до 1975 року — 1-й заступник начальника Центрального статистичного управління при Раді міністрів Української РСР.
У 1969 році захистив кандидатську дисертацію по темі: «Демографічні процеси Української РСР (Економіко-статистичні дослідження)».
Член Спілки письменників СРСР з 1976 року. Нагороджений двома орденами Трудового Червоного Прапора, орденом «Знак Пошани», чотирма медалями.  Заслужений економіст УРСР (1973).

## Творча діяльність
Автор збірок повістей і оповідань — «Печалі і радості» (1960), «Рід людський» (1965), «Земський статистик» (1969), «Туман над хмарочосами» (1983), «Весна світла» (1984) тощо, в яких порушує соціальні, історичні і політичні проблеми. Виступав з публіцистичними статтями і нарисами.

### Твори
- Ступени жизни Сергея Валяева. — К., 1974.
- Квітка на скелі: Новели, етюди. — Київ: Рад. письменник, 1979.
- Туман над хмарочосами: Повість, оповідання. — Київ: Рад. письменник, 1983.
- Весна світла: Повість про М. Пришвіна. — Київ: Рад. письменник, 1984.
- Статистичний детектив: Повісті, оповідання. — Київ: Рад. письменник, 1988.
- Роз'їзний інспектор: Повісті, оповідання. — Київ: Дніпро, 1989.